# سراغة سمراء
السراغة السمراء (باللاتينية: Crepis salzmannii ) نوع نباتي يتبع جنس السراغة من الفصيلة النجمية.

## الموئل والانتشار
موطنها المغرب العربي ومصر.

## مرادفات للاسم العلمي
- (باللاتينية: Barkhausia kralikii Pomel)
- (باللاتينية: Crepis kralikii (Pomel) Pomel)
- (باللاتينية: Crepis nudiflora Viv.)
- (باللاتينية: Crepis senecioides subsp. nudiflora (Viv.) Alavi)